# Frank Sieder
Frank Ludwig Josef Sieder (* 1919 in München; † 1997 in Augsburg) war ein deutscher Verwaltungsbeamter.

## Leben
Der Münchner Kaufmannssohn Frank Sieder machte 1937 Abitur am Wilhelmsgymnasium München und studierte anschließend Jura.
Als Jurist im bayerischen Staatsdienst war er Herausgeber mehrerer Loseblattsammlungen. Von 1966 bis 1984 war er Regierungspräsident von Schwaben.
Seit 1983 war er verheiratet mit der Beschäftigungstherapeutin Helga Treml-Sieder (* 1939).

## Auszeichnungen
- 1973: Bundesverdienstkreuz 1. Klasse
- Bayerischer Verdienstorden
- 1984: Großes Bundesverdienstkreuz
- 1990: Gertrud-von-le-Fort-Medaille der Marktgemeinde Oberstdorf

## Publikationen
- mit Herbert Zeitler: Bayerisches Wassergesetz und Bayerisches Gesetz zur Ausführung des Abwasserabgabengesetzes. Kommentar, Beck Verlag.
- Frank Sieder, Herbert Zeitler, Heinz Dahme und Günther-Michael Knopp: Wasserhaushaltsgesetz, Abwasserabgabengesetz: WHG. Kommentar, Beck Verlag.
- Ernst Eiser, fortgeführt von Johann Riederer und Frank Sieder:  Energiewirtschaftsrecht : Energiewirtschaftsgesetz mit den Durchführungsbestimmungen, Nebengesetzen, Verordnungen und Erlassen. Kommentar, Beck Verlag.